# Мері Філбін
Ме́рі Фі́лбін (англ. Mary Philbin; 16 липня 1902 — 7 травня 1993) — американська акторка німого кіно. Її найвідомішими роботами є фільми «Привид Опери» (1925) і «Людина, яка сміється» (1928), в яких виступала в амплуа Красуні для Чудовиська.

## Життєпис
Народилася в Чикаго 16 липня 1902 року єдиною дитиною в сім'ї Джона і Мері Філбін, ірландців за походженням. В юності брала уроки танців і гри на піаніно. Її подругою була Карла Леммле, майбутня акторка та племінниця режисера Карла Леммле, засновника кінокомпанії Universal Studios. 1919 року Мері перемогла на конкурсі краси, головним призом в якому була роль у фільмі Еріха фон Штрогейма «Сліпі чоловіки». Однак її батьки спочатку відмовлялися відпустити шістнадцятирічну дочку в Лос-Анджелес, де проходили зйомки, і поки Мері залагоджувала це питання, її роль дісталася іншій акторці.
Проте, завдяки протекції Карли, яка представила подругу свого дядька і Ірвингу Тальбергу, Мері все ж потрапила в кіно. Її кинодебютом стала невелика роль в мелодрамі 1921 року «Прокладаючи шлях». У тому ж році вона з'явилася ще в п'яти фільмах і в одному з них — мелодрамі про закоханих, які потрапили в шторм, під назвою «Попереду небезпека» — виконала головну роль Тресс Гарлоу.
Кар'єра Мері почала швидко розвиватися. 1922 року вона увійшла до списку WAMPAS Baby Stars, куди щорічно обиралися тринадцять багатообіцяючих молодих акторок, і, починаючи з 1923 року стала все частіше отримувати провідні ролі («Карусель» Еріха фон Штрогейма, «Храм Венери», «Роза Парижа» і ін.). 1925 року, будучи на піку кар'єри, вона знялася у фільмі жахів «Привид опери», зігравши співачку Крістіну, яку переслідує привид, персонаж Лона Чейні. Потім була головна роль Стелли Маріс в драмі «Зірка морів», рімейку однойменного фільму 1918 року із Мері Пікфорд.
Тоді ж в акторки почався роман з Полом Кенером, які працювали на Universal Studios (згодом він був продюсером двох її фільмів). Вони зустрічалися три роки і планували одружитися, проте через те, що сім'я акторки була проти цього шлюбу — Кенер був євреєм, і тому його майбутня дружина мусила прийняти юдаїзм, — Мері була змушена розлучитися з ним. Розрив став для неї великим ударом, і вона так ніколи і не одружилася.
У 1928 році Філбін знялася в парі з німецьким актором Конрадом Фейдтом в екранізації роману Віктора Гюго — драмі «Людина, яка сміється». 1929 року вона дебютувала в звуковому кіно і випустила три фільми (крім того, на догоду новомодному течією була озвучена і вийшла в прокат її попередня робота «Привид опери»). Із завершенням епохи німого кіно згасла і кар'єра акторки. Мері поїхала з Голлівуду і повернулася до батьків.
Померла 7 травня 1993 від пневмонії у віці 89 років.

## Фільмографія
| Рік  |   | Українська назва     | Оригінальна назва        | Роль            |
| ---- | - | -------------------- | ------------------------ | --------------- |
| 1928 | ф | Людина, яка сміється | The Man Who Laughs       | Дея             |
| 1925 | ф | Привид опери         | The Phantom of the Opera | Крістін Даа     |
| 1924 | ф | Роза з Парижу        | The Rose of Paris        | Мітсі           |
| 1924 | ф | Шосе дурнів          | Fools` Highway           | Мамі Роуз       |
| 1921 | ф | Впевнений вогонь     | Sure Fire                | епізодична роль |
| 1921 | ф | Торуючи шлях         | The Blazing Trail        | Таліта          |
| 1921 | ф | Небезпека попереду   | Danger Ahead             | Трессі Гарлоу   |